# 龙临镇
龙临镇，是中华人民共和国广西壮族自治区百色市靖西市下辖的一个乡镇级行政单位。

## 行政区划
龙临镇下辖以下地区：
龙临村、巴南村、巴意村、大而村、龙显村、龙门村、大品村、大农村、百鲁村、念浩村、龙明村、龙满村、偕乐村和大问村。